# Чемпіонат Південної Америки з футболу 1916
Чемпіонат Південної Америки з футболу 1916 року — перший розіграш головного футбольного турніру серед національних збірних Південної Америки. Турнір відбувався в Аргентині з 2 по 17 липня. Переможцем став Уругвай, що обіграв у фіналі Аргентину. Крім того, це був перший в історії футболу континентальний чемпіонат між національними збірними.

## Арени
| Місто        | Стадіон  | Місткість |
| ------------ | -------- | --------- |
| Авельянеда   | Расінг   | 30,000    |
| Буенос-Айрес | Г.E.Б.A. | 18,000    |

## Підсумкова таблиця
| Збірна    | І | В | Н | П | М    | Р  | О |
| --------- | - | - | - | - | ---- | -- | - |
| Уругвай   | 3 | 2 | 1 | 0 | 6:1  | +5 | 5 |
| Аргентина | 3 | 1 | 2 | 0 | 7:2  | +5 | 4 |
| Бразилія  | 3 | 0 | 2 | 1 | 3:4  | −1 | 2 |
| Чилі      | 3 | 0 | 1 | 2 | 2:11 | −9 | 1 |

## Матчі
| 2 липня 1916 |

| Уругвай                             | 4–0 | Чилі |
| ----------------------------------- | --- | ---- |
| Піендібене 44', 75' Градін 55', 70' |     |      |

| Г.І.Б.A., Буенос-Айрес Глядачів: 10 000 Арбітр: Гронда (Аргентина) |

| 6 липня 1916 |

| Аргентина                                                      | 6–1 | Чилі     |
| -------------------------------------------------------------- | --- | -------- |
| Оако 2', 75' Браун 60' (пен.), 62' (пен.) Марковеккіо 67', 81' |     | Баес 44' |

| Г.І.Б.A., Буенос-Айрес Глядачів: 15 000 Арбітр: Пюллен (Бразилія) |

| 8 липня 1916 |

| Бразилія       | 1–1 | Чилі        |
| -------------- | --- | ----------- |
| Демостенес 29' |     | Саласар 85' |

| Г.І.Б.A., Буенос-Айрес Глядачів: 15 000 Арбітр: Пейроу (Уругвай) |

| 10 липня 1916 |

| Аргентина  | 1–1 | Бразилія    |
| ---------- | --- | ----------- |
| Лагуна 10' |     | Аленкар 23' |

| Г.І.Б.A., Буенос-Айрес Глядачів: 20 000 Арбітр: Фанта (Чилі) |

| 12 липня 1916 |

| Уругвай                | 2–1 | Бразилія      |
| ---------------------- | --- | ------------- |
| Градін 58' Тоньола 77' |     | Фріденрайх 8' |

| Г.І.Б.A., Буенос-Айрес Глядачів: 20 000 Арбітр: Фанта (Чилі) |

| 17 липня 1916 |

| Аргентина | 0–0 | Уругвай |
| --------- | --- | ------- |
|           |     |         |

| Расінг, Авельянеда Глядачів: 30 000 Арбітр: Фанта (Чилі) |

## Чемпіон
| Чемпіон Південної Америки з футболу 1916 |
| ---------------------------------------- |
| Уругвай 1-й титул                        |